# Roberto Rizzo
Roberto Rizzo (San Cesario di Lecce, 20 ottobre 1961) è un allenatore di calcio ed ex calciatore italiano, di ruolo centrocampista.

## Carriera

### Giocatore
Di ruolo ala e nativo di San Cesario di Lecce — comune del leccese — debuttò in Serie B coi salentini il 29 marzo 1981 nell'incontro perso a Vicenza. Dopo una stagione in maglia cosentina, fece rientro alla base cogliendovi una storica promozione in A nel 1984-85: l'esordio in massima categoria avvenne l'8 dicembre 1985, durante la gara interna contro il Como terminata 4-1 per i lariani.
Ha successivamente militato negli organici di Salernitana, Perugia e Monopoli chiudendovi la carriera nel 1994.

### Allenatore
Entrato a far parte dello staff tecnico del Lecce, assunse nel 2002 la conduzione della squadra Primavera: nel triennio seguente guidò i giallorossi alla vittoria di 2 Campionati — entrambi a scapito dell'Inter, battuta a Siena nel 2003 e Fano nel 2004 — nonché di altrettante Coppe Italia e Supercoppe nazionali giovanili.
Nel gennaio 2006, dopo l'esonero di Baldini, siede congiuntamente a Franco Paleari sulla panchina della prima squadra: in 17 giornate consegue 16 punti, non riuscendo a evitare la retrocessione anzitempo in B.
Ha poi allenato Martina (2006-07) e Casarano (2007-08). Nel 2009-10 ha guidato il Matera, portandolo a vincere i play-off della Serie D e la Coppa Italia di categoria.
L'anno successivo è tornato con i salentini, per essere il vice di De Canio. Alla 26ª giornata di campionato siede in panchina per sostituire l'allenatore, squalificato, ottenendo una vittoria per 2-0 contro la Juventus. Ha poi seguito De Canio anche al Genoa e al Catania.
Nel febbraio 2016 è divenuto vice-allenatore della Virtus Lanciano del neo-tecnico Primo Maragliulo, in Serie B.
Il 24 aprile 2017 è subentrato a Pasquale Padalino alla guida del Lecce, tornando così sulla panchina della squadra salentina a distanza di sette anni. Nonostante l'eliminazione ai quarti di finale di play-off, il 12 giugno è stato confermato per un'altra stagione.
Il 10 settembre, a seguito di una pesante sconfitta per 3-0 nello scontro diretto con il Catania, ha rassegnato le proprie dimissioni, dopo sole 3 giornate e 4 punti conquistati.

## Statistiche

### Statistiche da allenatore
Statistiche aggiornate al 7 ottobre 2023.
| Stagione        | Squadra         | Campionato      | Campionato | Campionato | Campionato | Campionato | Coppe nazionali | Coppe nazionali | Coppe nazionali | Coppe nazionali | Coppe nazionali | Coppe continentali | Coppe continentali | Coppe continentali | Coppe continentali | Coppe continentali | Altre coppe | Altre coppe | Altre coppe | Altre coppe | Altre coppe | Totale | Totale | Totale | Totale | % Vittorie | Piazzamento       |
| Stagione        | Squadra         | Comp            | G          | V          | N          | P          | Comp            | G               | V               | N               | P               | Comp               | G                  | V                  | N                  | P                  | Comp        | G           | V           | N           | P           | G      | V      | N      | P      | %          | Piazzamento       |
| --------------- | --------------- | --------------- | ---------- | ---------- | ---------- | ---------- | --------------- | --------------- | --------------- | --------------- | --------------- | ------------------ | ------------------ | ------------------ | ------------------ | ------------------ | ----------- | ----------- | ----------- | ----------- | ----------- | ------ | ------ | ------ | ------ | ---------- | ----------------- |
| gen.-giu. 2006  | Lecce           | A               | 17         | 4          | 4          | 9          | CI              | -               | -               | -               | -               | -                  | -                  | -                  | -                  | -                  | -           | -           | -           | -           | -           | 17     | 4      | 4      | 9      | 23,53      | Sub., 18º (retr.) |
| lug.-ott. 2006  | Martina         | C1              | 8          | 0          | 2          | 6          | CI+CI-C         | 1+1             | 0+1             | 0+0             | 1+0             | -                  | -                  | -                  | -                  | -                  | -           | -           | -           | -           | -           | 10     | 1      | 2      | 7      | 10,00      | Eson.             |
| 2007-2008       | Casarano        | Ecc.            | ?          | ?          | ?          | ?          | CI-Ecc.         | ?               | ?               | ?               | ?               | -                  | -                  | -                  | -                  | -                  | -           | -           | -           | -           | -           | 0      | 0      | 0      | 0      | —          | Sub., Eson.       |
| gen.-giu. 2010  | Matera          | D               | 14         | 5          | 5          | 4          | CI-D            | 4               | 4               | 0               | 0               | -                  | -                  | -                  | -                  | -                  | -           | -           | -           | -           | -           | 18     | 9      | 5      | 4      | 50,00      | Sub., 9°          |
| apr.-giu. 2017  | Lecce           | LP              | 2+4        | 0+0        | 2+4        | 0+0        | CI+CI-LP        | -               | -               | -               | -               | -                  | -                  | -                  | -                  | -                  | -           | -           | -           | -           | -           | 6      | 0      | 6      | 0      | &0,00      | Sub., 2°          |
| lug.-set. 2017  | Lecce           | C               | 3          | 1          | 1          | 1          | CI+CI-C         | 3+0             | 2+0             | 0+0             | 1+0             | -                  | -                  | -                  | -                  | -                  | -           | -           | -           | -           | -           | 6      | 3      | 1      | 2      | 50,00      | Eson.             |
| Totale Lecce    | Totale Lecce    | Totale Lecce    | 26         | 5          | 11         | 10         |                 | 3               | 2               | 0               | 1               |                    | -                  | -                  | -                  | -                  |             | -           | -           | -           | -           | 29     | 7      | 11     | 11     | 24,14      |                   |
| Totale carriera | Totale carriera | Totale carriera | 48         | 10         | 18         | 20         |                 | 9               | 7               | 0               | 2               |                    | -                  | -                  | -                  | -                  |             | -           | -           | -           | -           | 57     | 17     | 18     | 22     | 29,82      |                   |

## Palmarès

### Allenatore

#### Competizioni giovanili
- Campionato Primavera: 2

Lecce: 2002-2003, 2003-2004
- Coppa Italia Primavera: 2

Lecce: 2001-2002, 2004-2005
- Supercoppa Primavera: 2

Lecce: 2004, 2005

#### Competizioni nazionali
- Coppa Italia Serie D: 1

Matera: 2009-2010